# Cuba en la Copa Mundial de Fútbol de 1938
La Selección de fútbol de Cuba fue uno de los 15 equipos que participaron de la Copa Mundial de Fútbol de 1938 celebrado en Francia.
Cuba se convierte en la primera selección caribeña en participar en una fase final de la Copa Mundial de Fútbol. A pesar de que en Cuba el deporte más popular es el béisbol, su equipo obtuvo el 7° lugar.

## Clasificatorias de Norteamérica, Centroamérica y el Caribe
Costa Rica, El Salvador, Estados Unidos, Guyana Neerlandesa y México se retiraron. Cuba clasificó automáticamente.
| Bandera de Cuba |
| Cuba            |

## Jugadores
Datos corresponden a situación previo al inicio del torneo.
| #  | Nombre                 | Posición      | Edad | PJ Sel | Club               |
| -- | ---------------------- | ------------- | ---- | ------ | ------------------ |
| 1  | Juan Alonzo            | Delantero     | 26   | 70     | Fortuna Havana     |
| 2  | Joaquín Arias          | Mediocampista | 37   | 178    | Juventud Asturiana |
| 3  | Juan Ayra              | Portero       | 26   | 26     | Hispano América    |
| 4  | Jacinto Barquín        | Defensa       | 22   | 65     | Juventud Asturiana |
| 5  | Pedro Berges           | Mediocampista | 32   | 39     | Iberia Havana      |
| 6  | Benito Carvajales      | Portero       | 25   | 56     | CD Centro Gallego  |
| 7  | Manuel Chorens         | Defensa       | 22   | 32     | CD Centro Gallego  |
| 8  | Tomás Fernández        | Delantero     | 22   | 125    | CD Centro Gallego  |
| 9  | Pedro Ferrer           | Delantero     | 30   | 75     | Iberia Havana      |
| 10 | José Magriñá           | Delantero     | 30   | 46     | CD Centro Gallego  |
| 11 | Carlos Oliveira        | Delantero     | 25   | 6      | Hispano América    |
| 12 | José Antonio Rodríguez | Mediocampista | 20   | 1      | CD Centro Gallego  |
| 13 | Héctor Socorro         | Delantero     | 23   | 30     | Iberia Havana      |
| 14 | Mario Sosa             | Delantero     | 25   | 12     | Iberia Havana      |
| 15 | Juan Tuñas             | Delantero     | 27   | 32     | CD Centro Gallego  |
| DT | José Tapia             |               |      |        |                    |

## Participación

### Primera fase

#### Primer partido
| 5 de junio de 1938, 17:00 | Cuba                            | 3:3 (2:2, 1:1) | Rumania                               | Stade Chapou, Toulouse                                     |                                                            |
|                           | Socorro 44', 103' · Magriñá 69' | Reporte        | Bindea 35' · Baratky 88' · Dobay 105' | Asistencia: 7.000 espectadores Árbitro(s): Giuseppe Scarpi | Asistencia: 7.000 espectadores Árbitro(s): Giuseppe Scarpi |

#### Partido de desempate
| 9 de junio de 1938, 18:00 | Cuba                        | 2:1 (0:1) | Rumania   | Stade Chapou, Toulouse                                              |                                                                     |
|                           | Socorro 51' · Fernández 57' | Reporte   | Dobay 35' | Asistencia: 8.000 espectadores Árbitro(s): Alfred Birlem (Alemania) | Asistencia: 8.000 espectadores Árbitro(s): Alfred Birlem (Alemania) |

### Cuartos de final
| 12 de junio de 1938 | Suecia                                                                      | 8:0 (4:0) | Cuba | Fort Carreé, Antibes                                                       |                                                                            |
|                     | H. Andersson 9' 81' 89' · Wetterström 22' 37' 44' · Keller 80' · Nyberg 84' | Reporte   |      | Asistencia: 7.000 espectadores Árbitro(s): Augustin Krist (Checoslovaquia) | Asistencia: 7.000 espectadores Árbitro(s): Augustin Krist (Checoslovaquia) |

## Goleadores
| Jugador         | Anotado |
| --------------- | ------- |
| Héctor Socorro  | 3       |
| Tomás Fernández | 1       |
| José Magriñá    | 1       |

## Posición
| Equipo | Equipo  | Pts | PJ | PG | PE | PP | GF | GC | Dif | Rend   |
| ------ | ------- | --- | -- | -- | -- | -- | -- | -- | --- | ------ |
| 6      | Suiza   | 3   | 3  | 1  | 1  | 1  | 5  | 5  | 0   | 50,00% |
| 7      | Cuba    | 3   | 3  | 1  | 1  | 1  | 5  | 12 | -7  | 50,00% |
| 8      | Francia | 2   | 2  | 1  | 0  | 1  | 4  | 4  | 0   | 50,00% |